# Porąbka (Garb Tenczyński)
Porąbka – zalesione wzgórze o wysokości 361 m n.p.m. Znajduje się na Garbie Tenczyńskim w najbardziej na południe wysuniętej części Lasu Zwierzyniec pomiędzy miejscowościami Tenczynek a Nawojowa Góra (ok. 1,5 km na zachód od centrum wsi) w województwie małopolskim. Opada na południe do Rowu Krzeszowickiego (rejon Gwoźdźca).

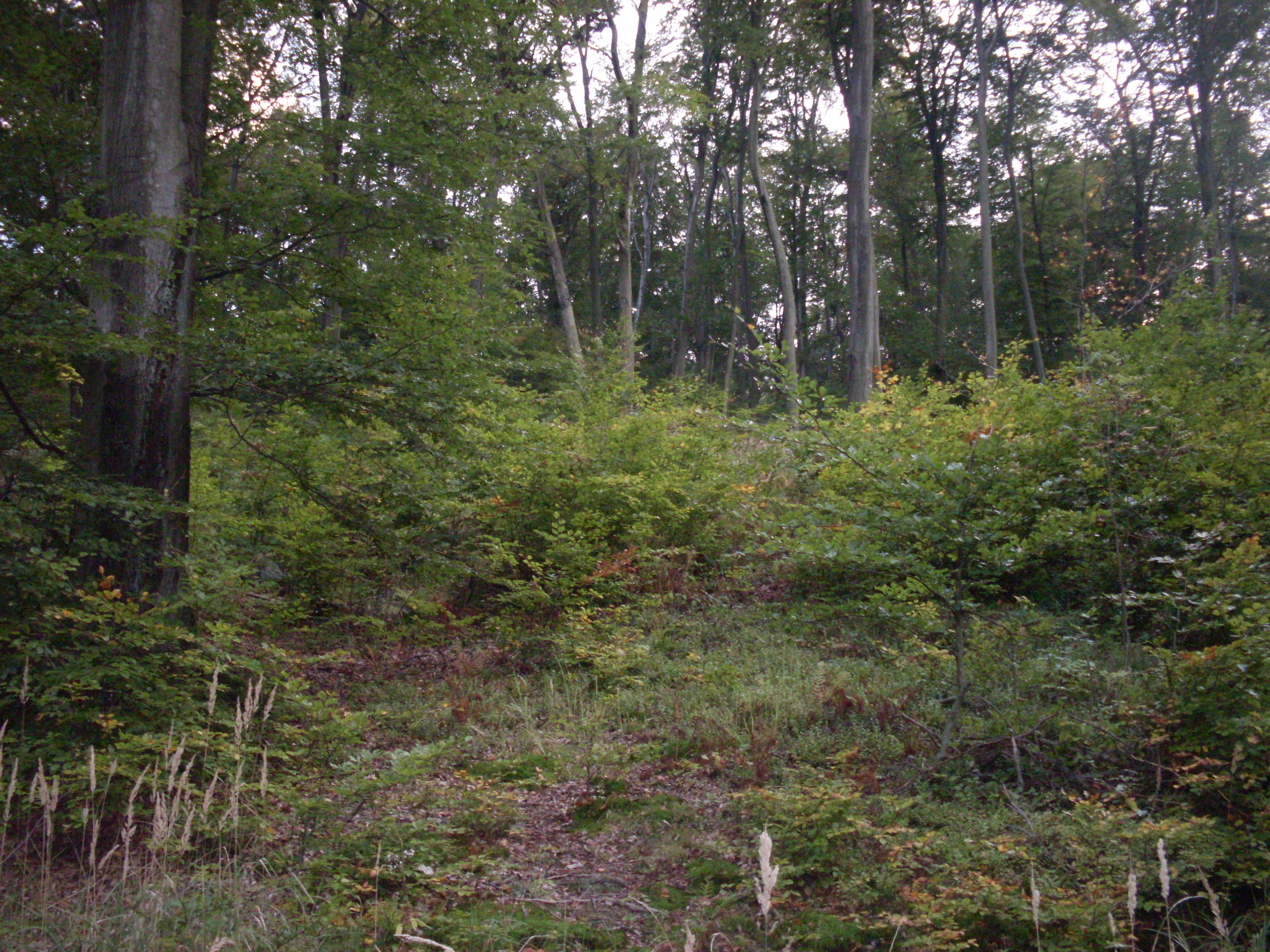
Widok na szczyt od strony południowej

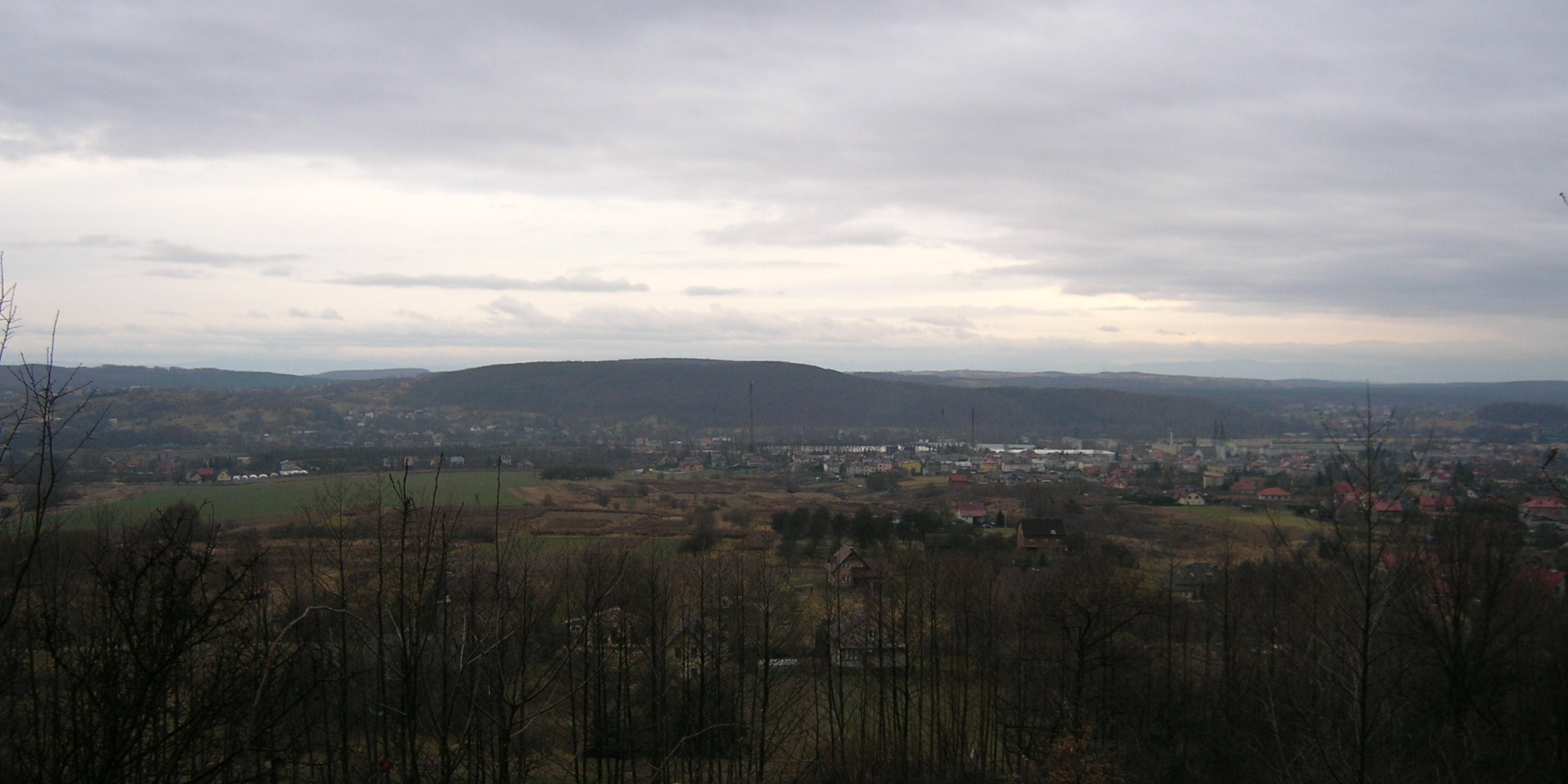
Widok z Góry Mazurowej na górę Porąbki (w środku fotografii)

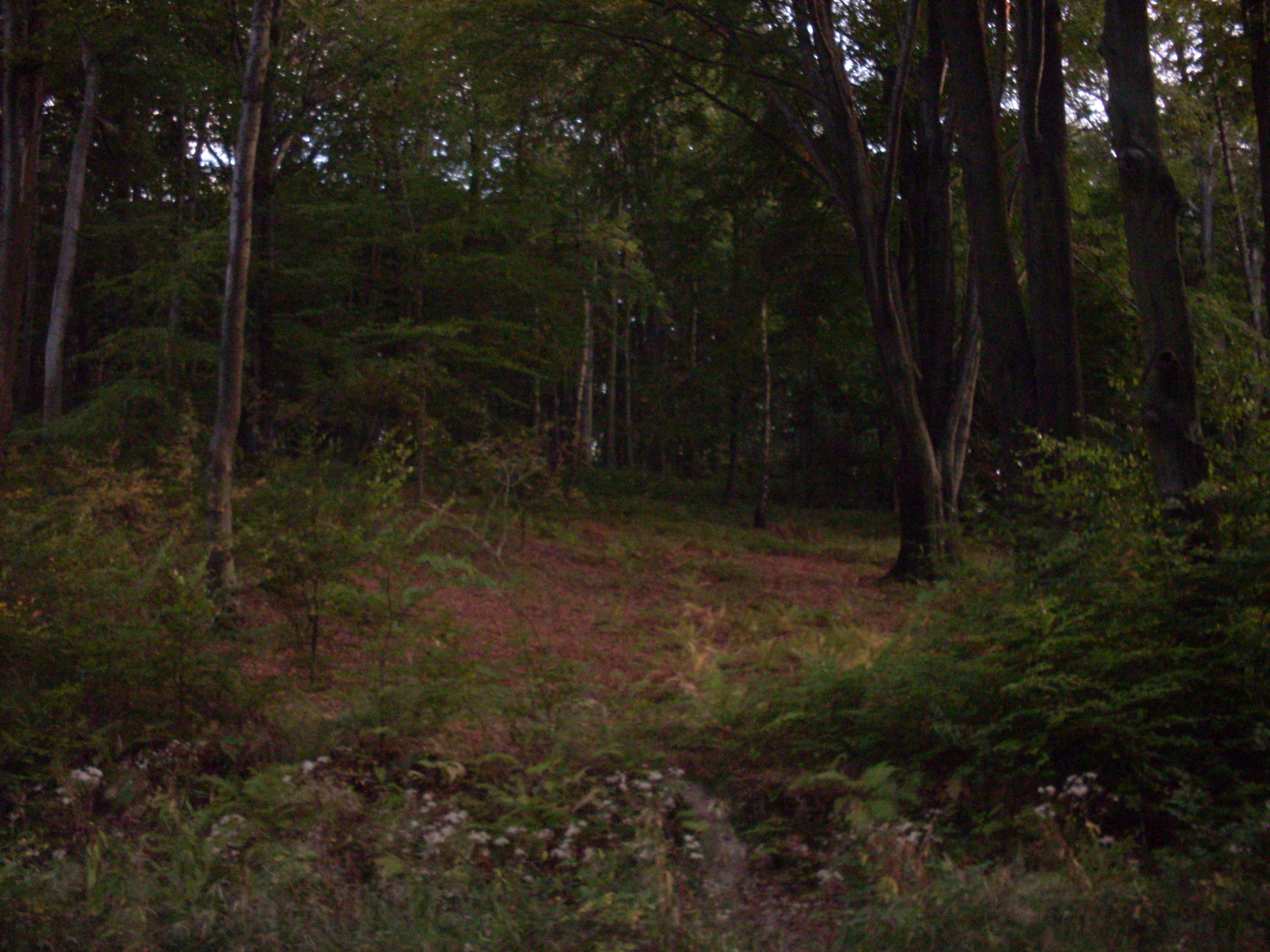
Tzw. Polana Konwencji

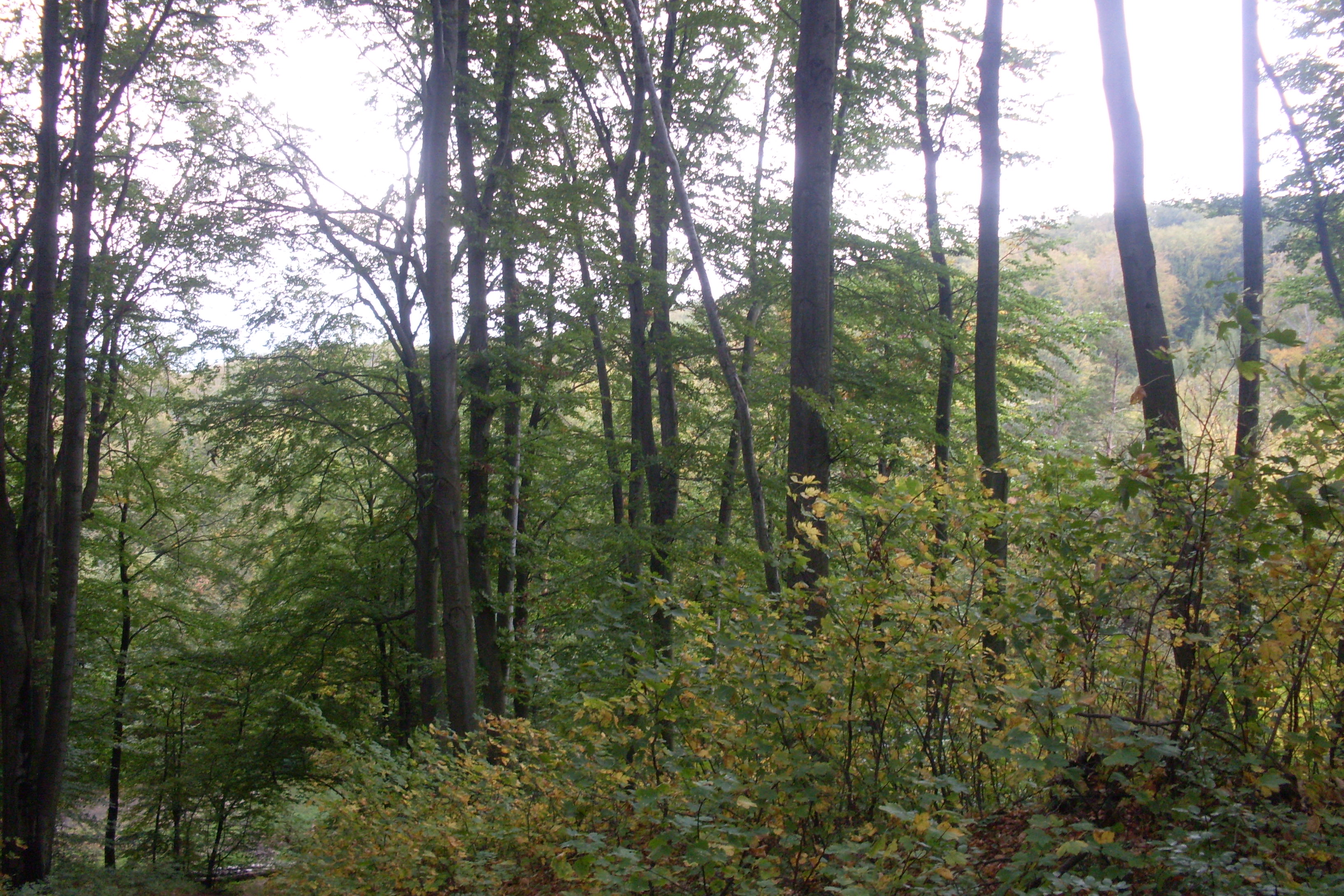
Góra Porąbka widok od str. południowej z góry Czerwieniec

Jest to najlepiej zachowana partia Lasu Zwierzyniec pod względem przyrodniczym, obejmująca typowy fragment buczyny karpackiej z domieszką grabu.